# Renos navideños

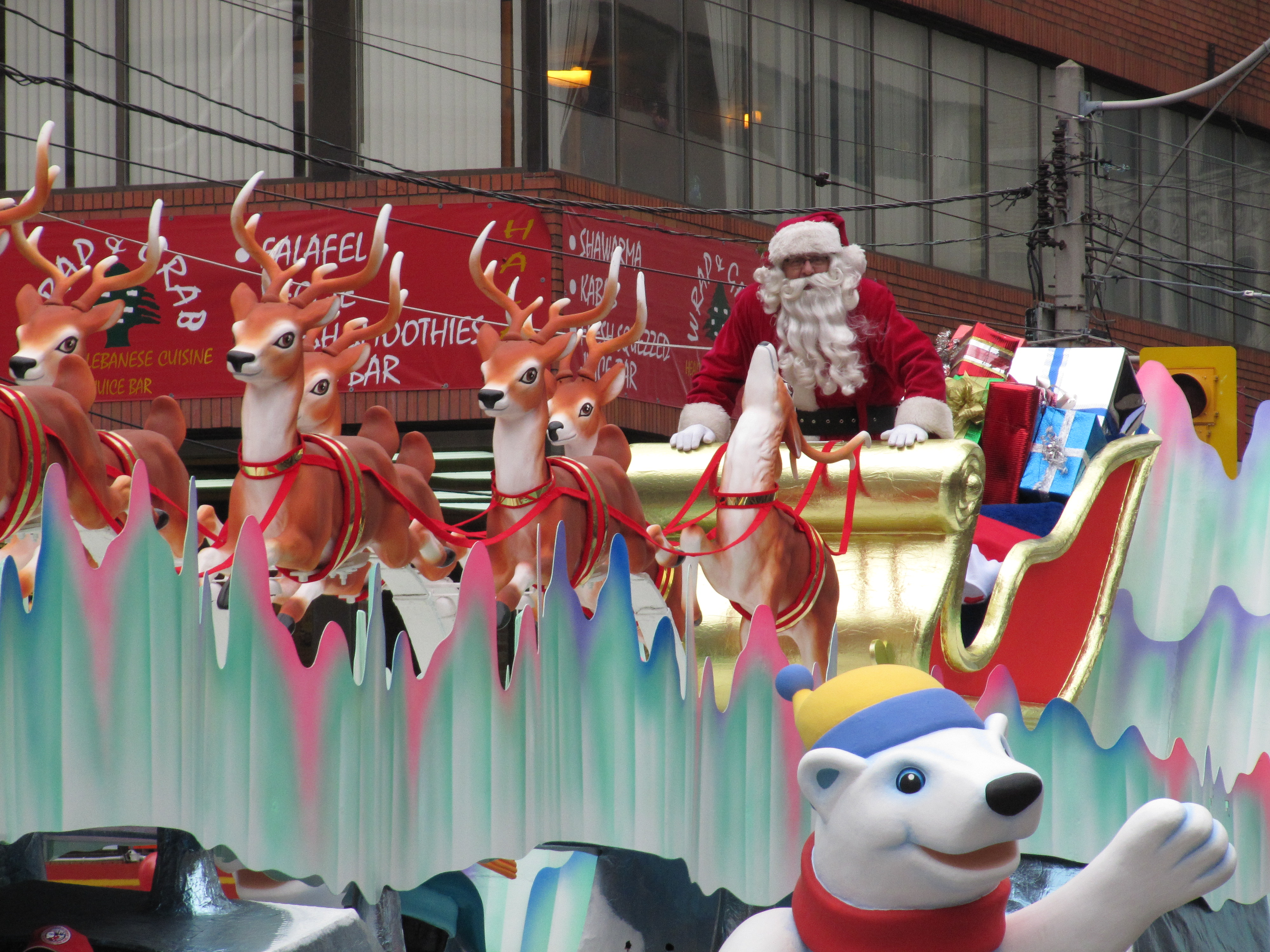
Santa Claus y sus renos

Los renos navideños, también conocidos como renos de Papá Noel, son los emblemáticos renos domésticos que tiran de su icónico trineo mágico a través del cielo nocturno durante la noche de Navidad.

## Origen
Los originales ocho renos proceden del poema de 1807 A Visit From St Nicholas. Posteriormente Rodolfo el reno sería añadido a raíz de la publicación de Robert L. May Christmas story, en 1939. 
La idea de los ocho primeros renos, se dice que habría surgido de una antigua leyenda de la mitología escandinava, sobre el dios Odín, quien montaba un caballo de ocho patas llamado Sleipnir. Igualmente en sus orígenes, un caballo blanco (llamado Amerigo) era el encargado de llevar a San Nicolás y a un ayudante, llamado Zwarte Piet en holandés, (Pedro Carbonilla o, literalmente, Pedro el Negro). Tanto el caballo como Black Peter, posteriormente desaparecerían de la tradición anglosajona o se fusionarían.

## Leyenda
Los renos navideños permitirían repartir los regalos de Papá Noel en la Nochebuena y Navidad que va del 24 de diciembre al 25 de diciembre. Los encargados de su cuidado serían los duendes navideños.
El trineo mágico volador sería tirado por nueve renos:
Donner (Trueno), Blitzen (Relámpago o Rayo), Vixen (Bromista, Juguetón, Travieso), Cupid (Cupido), Comet (Cometa, Veloz), Dasher (Alegre, Brioso, Enérgico, Jactancioso, Presuntuoso o Vondín), Dancer (Bailarín), y Prancer (Acróbata, Saltarín o Pompón); y liderados por un reno con la nariz roja llamado Rudolph (Rodolfo), siendo este el último reno en agregarse a la historia. 
El orden de los ocho renos tirando el trineo que van detrás de Rudolph sería el siguiente, en el supuesto de que los renos que se nombran en el poema van de adelante hacia atrás (los renos de la izquierda serían machos y los de la derecha hembras).
| Español   | Portugués | Inglés  | Francés  | Italiano  | Alemán  | Latín     | Griego    | Finlandés |
| --------- | --------- | ------- | -------- | --------- | ------- | --------- | --------- | --------- |
| Brioso    | Corredora | Dasher  | Tornade  | Saetta    | Dasher  | Tellum    | Βέλος     | Juoksija  |
| Danzarín  | Dançarina | Dancer  | Danseur  | Ballerino | Dancer  | Saltatrix | Ορχηστρίς | Tanssija  |
| Saltarín  | Empinador | Prancer | Furie    | Schianto  | Prancer | Acrobates | Άκροβάτης | Siro      |
| Bromista  | Palhaço   | Vixen   | Fringant | Guizzo    | Broms   | Solers    | Πανούργος | Leikkisä  |
| Cometa    | Cometa    | Comet   | Comète   | Cometa    | Comet   | Cometes   | Κομήτης   | Komeetta  |
| Cupido    | Cupido    | Cupid   | Cupidon  | Cupido    | Cupid   | Cupido    | Ἔρως      | Amor      |
| Trueno    | Trovão    | Donner  | Tonnerre | Tuono     | Donner  | Tonitrus  | Βροντή    | Ukkonen   |
| Relámpago | Relámpago | Blitzen | Éclair   | Lampo     | Blitzen | Fulgur    | Άστραπή   | Salama    |
| Rodolfo   | Rodolfo   | Rudolph | Rudolphe | Rodolfo   | Rudolph | Rudolphus | Ροδόλφος  | Rudolph   |

### Descripción

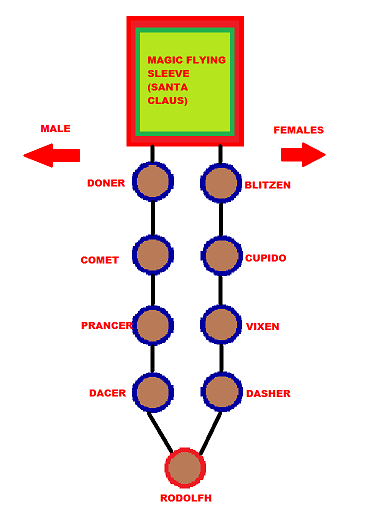
Esta es la posición de los renos.

Los nombres de Rudolph, Donner y Blitzen son de origen alemán, mientras que los nombres de los otros renos, de origen inglés.
- Rudolph: actual líder de los renos navideños.
- Dasher: la líder izquierdo antes de la llegada de Rudolph.
- Dancer: el líder derecha antes de la llegada de Rudolph.
- Prancer: el más hermoso de los renos y poseedor de gran resistencia.
- Vixen: considerada la más hermosa, y de gran resistencia.
- Comet: el reno encargado de esparcir la felicidad y maravilla que trae Papá Noel.
- Cupid: la reno encargada de esparcir el amor y alegría que trae Papá Noel.
- Donner: el reno que representa el espíritu del trueno.
- Blitzen: la reno que representa el espíritu del relámpago.